# Брандтрубка
Брандтрубка (нем. Brandtröpfchen) — это небольшое техническое устройство, используемое в стрелковом оружии для уменьшения заметности выстрела.

## Принцип действия
Брандтрубка представляет собой небольшую трубку, закрепленную на стволе оружия, в которую попадают продукты сгорания пороха при выстреле. Трубка имеет множество небольших отверстий, через которые горячие пороховые газы выходят наружу, рассеиваясь в воздухе. Это позволяет значительно снизить яркость пламени, вспыхивающего при выстреле, а также уменьшает звук и дым.

## История
Брандтрубки впервые были применены в 1920-х годах немецкими оружейниками как средство маскировки выстрела и снижения заметности оружия. Они стали особенно популярны в период Второй мировой войны, когда необходимость в скрытности вела к широкому распространению глушителей и других устройств для бесшумной стрельбы.

## Современное использование
В настоящее время брандтрубки устанавливаются на широком спектре стрелкового оружия — от пистолетов до ручных пулеметов. Они по-прежнему применяются для снижения демаскирующих признаков выстрела, главным образом для военного и специального назначения. Кроме того, более компактные варианты брандтрубок нередко используются в гражданском оружии для уменьшения дульной вспышки и шума.